# Un argentino en New York
Un argentino en New York (también conocida como Un argentino en Nueva York) es una película argentina-estadounidense estrenada el 21 de mayo de 1998, dirigida por Juan José Jusid e interpretada por Guillermo Francella y Natalia Oreiro. La película fue un éxito en los cines argentinos.

## Argumento
La película narra la historia de Franco DeRicci (Guillermo Francella) y su hija de la cantante Verónica (Natalia Oreiro). Franco es un músico de la Orquesta Sinfónica de Avellaneda, está separado hace 7 años y es sentimental y bonachón. Verónica es una rebelde adolescente, atractiva e inteligente, que siempre obtiene lo que quiere.
A causa de un intercambio estudiantil ella viaja a Manhattan en ciudad estadounidense de Nueva York por solo tres meses, pero sorpresivamente no vuelve en la fecha programada y decide quedarse a vivir en dicha ciudad. Cuando Franco se entera, resuelve ir a buscarla para convencerla de que vuelva a Argentina.
A pesar de que sea duro para él admitirlo, su hija maduró y creció en los últimos meses en Nueva York. Por ejemplo, formó una banda musical llamada The Veronikos, que debutaron en un café y mostraron que podían ser un suceso en la música. Además, Verónica se enamoró de un joven estadounidense llamado George (Steve Wilson), que pondrá celoso a su padre.
La película muestra a Nueva York como una ciudad vertiginosa totalmente desconocida para Franco, en la que protagonizará una serie de aventuras hilarantes. La visita a Manhattan cambió también sus vidas y sus puntos de vista sobre padre e hija.
Entre risas y llantos, Un Argentino en New York comparte con nosotros el momento en que un padre se da cuenta y debe afrontar que su hija no es más una adolescente y se convirtió en una joven mujer.

## Reparto
- Guillermo Francella como Franco DeRicci
- Natalia Oreiro como Verónica "Vero" DeRicci
- Diana Lamas como Ana Epstein
- Jessica Schultz como Rita
- Boris Rubaja como R. Salcedo
- Cristina Alberó como Martha
- Gabriel Goity como Farrier
- Miguel Guerberof como Epstein
- Fernando Siro como Raúl
- María Valenzuela como Sonia